# Operación Telaraña
La Operación Telaraña (en ucraniano: Операція «Павутина»; romanizado:  Operátsiya «Pavutyna», también conocida como Operation Spider's Web) fue un ataque con drones de pilotaje con visión remota (FPV) llevado a cabo por el Servicio de Seguridad de Ucrania (SBU) en el interior de Rusia el 1 de junio de 2025, durante la guerra ruso-ucraniana. Los ataques tuvieron como objetivo aviones de largo alcance de la Fuerza Aérea Rusa en cinco bases aéreas:
- Bélaya, óblast de Irkutsk
- Diáguilevo, óblast de Riazán
- Ivánovo Séverny, óblast de Ivánovo
- Olenya, óblast de Múrmansk
- Ukrainka, óblast de Amur.

En la operación, que según el gobierno ucraniano fue preparada durante año y medio, fueron utilizados drones ocultos y lanzados desde camiones civiles infiltrados en territorio ruso. El ataque destacó por su alcance geográfico sin precedentes, abarcando cinco óblasts en cinco zonas horarias. En particular la base aérea de Bélaya, en Siberia Oriental, se encuentra a 4300 km de Ucrania.
Fue el mayor ataque con drones contra bases aéreas rusas hasta ese momento de la guerra. Según el gobierno ucraniano, sus drones dañaron más de 40 aeronaves. El Ministerio de Defensa ruso, que calificó la operación de "ataque terrorista", afirmó que habían repelido los ataques contra tres de las bases. Confirmó daños a aeronaves en las bases de Olenya y Bélaya. Según el Washington Post, fueron 13 los aviones alcanzados por el ataque, basado en imágenes por satélite y vídeos en dos de las bases.

## Antecedentes

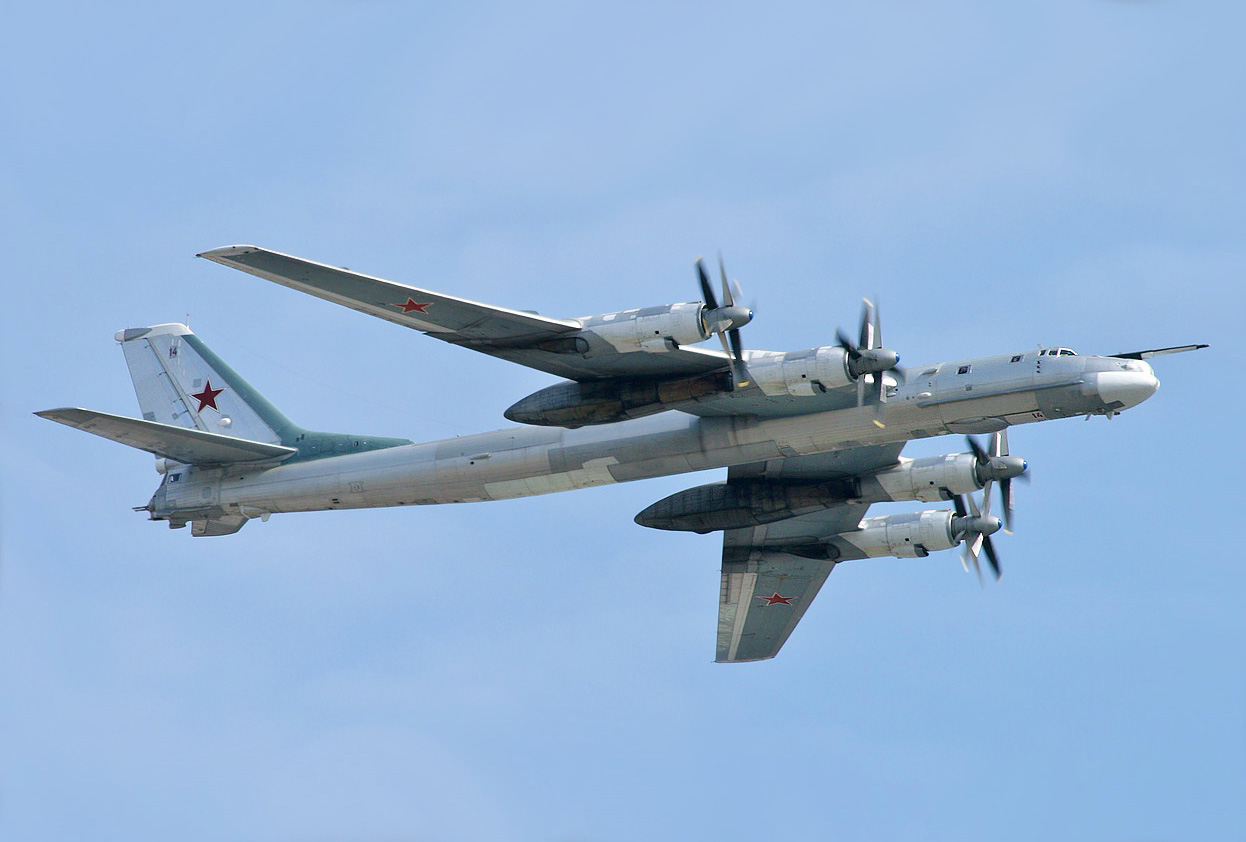
Un Túpolev Tu-95 de la Fuerza Aérea Rusa.

Desde el comienzo de la guerra ruso-ucraniana, el 24 de febrero de 2022, Ucrania ha sido objeto de ataques por parte de la Fuerza Aérea Rusa, que lanza misiles de crucero y bombas planeadoras sobre territorio ucraniano desde más allá del alcance de las defensas aéreas ucranianas. En diciembre de 2023, el SBU diseñó la "Operación Telaraña" para limitar las capacidades de la Fuerza Aérea Rusa.
En diciembre de 2023 se produjeron explosiones en las bases aéreas rusas de Diáguilevo (óblast de Riazán) y Engels (óblast de Sarátov). Se ha atribuido el ataque a las Fuerzas Armadas de Ucrania pero no hubo confirmación oficial; véase Ataques a las bases aéreas de Diáguilevo y Engels.

## Consecuencias

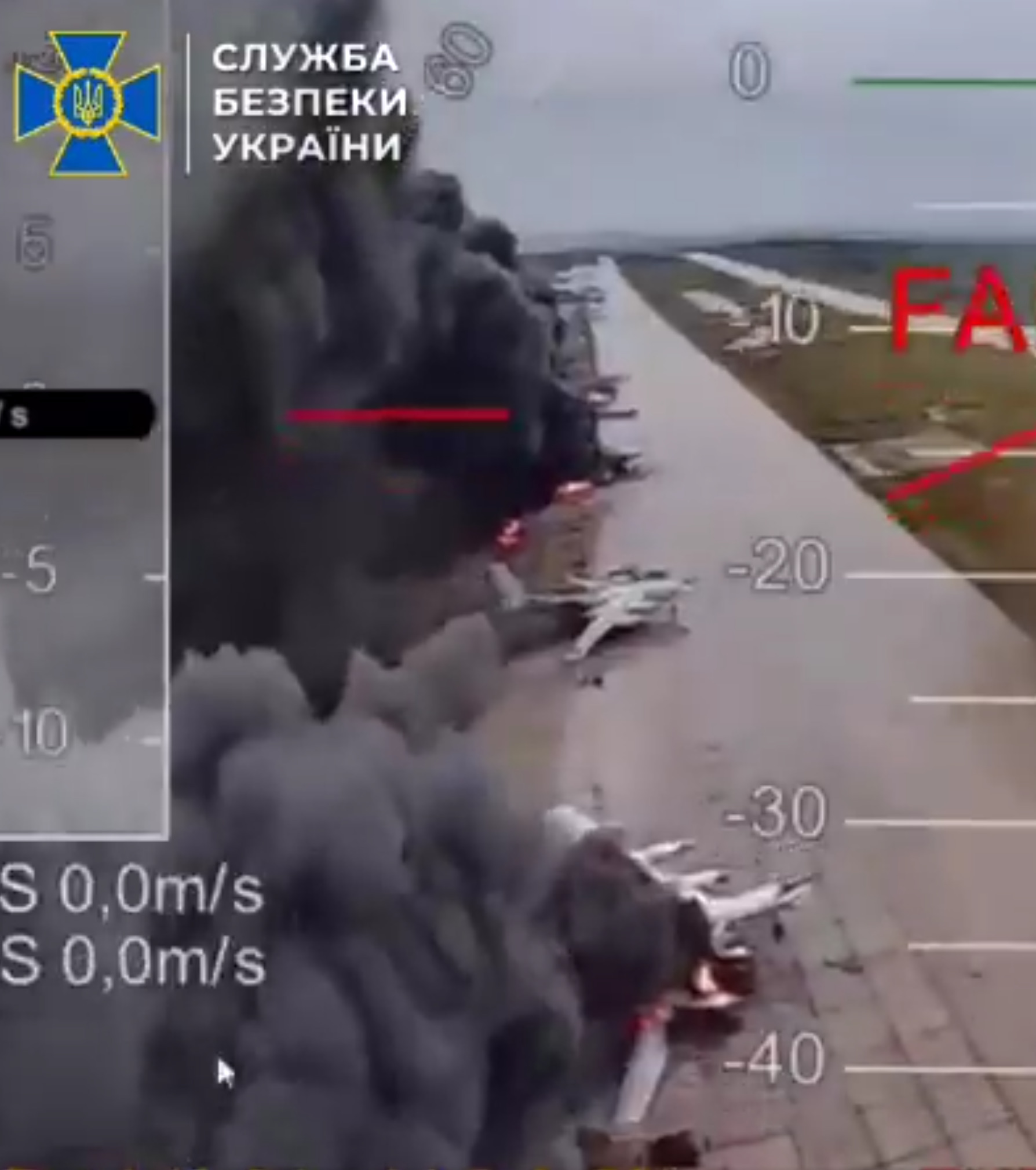
Tu-95 en llamas en una de las bases atacadas

El Ministerio de Defensa de Rusia afirmó que no hubo víctimas en los ataques de Múrmansk e Irkutsk, y que varios sospechosos fueron arrestados. TASS informó que un camionero presuntamente involucrado en el ataque sería interrogado por la policía.
Las autoridades ucranianas afirmaron que los ataques dañaron un tercio de los portamisiles de crucero estratégicos rusos, cuyo valor estimaron en 7.000 millones de dólares. Medios de comunicación y comentaristas occidentales afirmaron inicialmente que la operación habría supuesto un duro golpe a la capacidad rusa de bombardeo estratégico y nuclear. Según el Financial Times y el Instituto para el Estudio de la Guerra británico, las aeronaves dañadas y destruidas representaban alrededor del 20% de la flota operativa de aviación de largo alcance de Rusia. Muchos de los tipos de aeronaves afectadas, como el Tu-95 y el Tu-22M3, no se han fabricado desde la disolución de la Unión Soviética en 1991, lo que dificulta enormemente su reemplazo. Supusieron que los ataques obligarían a Rusia a dispersar ss bombarderos en múltiples bases , lo que reduciría su capacidad ofensiva. El Wall Street Journal sugirió que la incapacidad de la inteligencia rusa para prevenir los ataques podría aumentar la paranoia de Putin y provocar purgas en los servicios de inteligencia nacionales rusos. Bernard-Henri Lévy comparó la operación con los ataques israelíes con buscapersonas contra combatientes de Hezbolá, calificándola de muy ingeniosa.